# تصادم زولوتشيف الجوي
تصادم زولوتشيف الجوي هي كارثة جوية حدثت في 3 مايو 1985 عندما أصطدمت الطائرتان فوق زولوتشيف وقتل في الحادث 94 شخصا (79 شخصا علي متن طائرة توبوليف تي يو 134A و15 أشخاص في طائرة أنتونوف أن-26) وأعتبر هذا أسوء تصادم جوي في أوكرانيا وأصطدمتا علي ارتفاع 130 ألف قدم فوق سطح الأرض.